# 安戸トンネル
安戸トンネル（やすどトンネル）は、神奈川県足柄上郡山北町にある国道246号のトンネル。または旧道にあるトンネル。
国道246号のトンネルは新安戸トンネル（しんやすどトンネル）、国道246号の旧道のトンネルは安戸隧道（やすどずいどう）と言う。
新旧2本のトンネルが隣同士に並んでいる。

## 新安戸トンネル
新安戸トンネルは国道246号にあるトンネル。
- 1966年 竣工
- 全長29m
- 幅12m
- 高4.5m
- 北緯35度21分28.9秒 東経139度4分3.4秒

## 安戸隧道
安戸隧道（旧安戸トンネル）は国道246号線の新安戸トンネル横にあるトンネル。新トンネルよりも全長が長いというめずらしいトンネルになっている。このトンネルから谷峨駅にかけてバイパスが完成した事もあり、現在は新トンネルの方が主に使われているが現在も通行可能。
- 1913年 竣工
- 全長37m
- 幅5.1m
- 高4.2m
- 北緯35度21分29.4秒 東経139度4分3.2秒